# Ferreira Gullar
José Ribamar Ferreira dit Ferreira Gullar, né le 10 septembre 1930 à São Luís dans l'État de Maranhão, et mort le 4 décembre 2016 à Rio de Janeiro (État de Rio de Janeiro), est un poète et écrivain brésilien, membre de l'Académie brésilienne des lettres.

## Distinctions et prix
- Prix Saci (1966)
- Prix du Prince Claus (2002)
- Prix Machado de Assis (2005)
- Prix Jabuti (2007)
- Prix Camões (2010)
- Membre de l'Académie brésilienne des lettres, élu le 5 décembre 2014, au fauteuil 37[2]